# RT-23 Molodets
RT-23 Molodets (ryska: РТ-23 Мо́лодец "duktig pojke", Nato-rapporteringsnamn: SS-24 Scalpel)  var en sovjetisk interkontinental ballistisk robot utvecklad under 1980-talet. Robotsystemet togs i bruk 1987 och fram till Sovjetunionens sammanbrott producerades ett hundratal robotar. Roboten fanns bland annat placerad på tågvagnar som ständigt var i rörelse för att undgå att bli upptäckta av väst. Roboten hade en maximal räckvidd på 11 000 km och var bestyckad med 10 stycken kärnstridsspetsar.
Efter Sovjets sammanbrott ärvde Ryssland samtliga robotar. Ukraina som under kalla kriget hade producerat robotarna ville dock inte leverera reservdelar åt Ryssland och 2005 togs den sista missilen ur bruk. 